# Isla Gavoteira
La Isla Gavoteira (A Gavoteira) es una isla de la provincia de La Coruña (Galicia, España), situada al Noreste de la isla de Sálvora, de la que la separa el canal conocido como Paso Interior de Sálvora, a 1,2 kilómetros de esa isla.

## Descripción
Su hectárea de superficie no es más que un gran peñón de aspecto esferoidal que descansa sobre un lecho de bolos graníticos. La isla está completamente cubierta de guano y carece de vegetación. Forma parte del parque nacional de las Islas Atlánticas de Galicia.
- Datos: Q9009561